# Natalie Babbitt
Natalie Babbitt (* 28. Juli 1932 als Natalie Zane Moore in Dayton, Ohio; † 31. Oktober 2016 in Hamden, Connecticut) war eine US-amerikanische Schriftstellerin und Kinderbuch-Illustratorin.

## Leben und Werk
Natalie Babbitt ging in Cleveland und Northampton, Massachusetts zur Schule. Sie war mit Samuel Fisher Babbitt verheiratet und hatte drei Kinder. Zuletzt lebte Babbitt in Connecticut, wo sie 2016 einem Lungenkrebsleiden erlag.
Eines ihrer ersten Bücher, das 1970 veröffentlichte Kinderbuch Knee-Knock Rise, wurde 1971 mit der Newbery Medal ausgezeichnet. Ihre Werke Die Unsterblichen (engl. Tuck Everlasting, 1975 veröffentlicht) sowie Die Augen der Amaryllis (engl. The Eyes of the Amaryllis, 1977 veröffentlicht) wurden in den 1980er Jahren verfilmt.

## Bücher
- Knee-Knock Rise
- Die Unsterblichen (Tuck Everlasting), Verlag Farrar, Straus und Giroux, New York 1975. deutsch: Arena-Verlag Georg Popp, Würzburg 1984, ISBN 3-401-04032-4.
- Das Gebetbuch des Teufels: Geschichten aus der Unterwelt
- Im Nebel der Katzenklippe
- Die Augen der Amaryllis (The Eyes of the Amaryllis)
- Der Bote des Königs
- Nellie die Mondscheinkatze
- Das geheimnisvolle Herrenhaus

## Verfilmungen
- 1981:  Die unsterblichen Tucks (Tuck Everlasting)
- 1982:  Das Geheimnis der Amaryllis (The Eyes of the Amaryllis)
- 2002:  Bis in alle Ewigkeit (Tuck Everlasting) (Neuverfilmung)